# Odžaci, Bačka de Vest
Odžaci (Оџаци, în maghiară Hódság), pronunțat în limba română Ogeați, este un oraș situat în partea de nord-vest a Serbiei, în Voivodina, în Districtul Bačka de Vest. Este reședința de comunei Odžaci. La recensământul din 2002 localitatea avea 9940 locuitori.